# ワハーン回廊

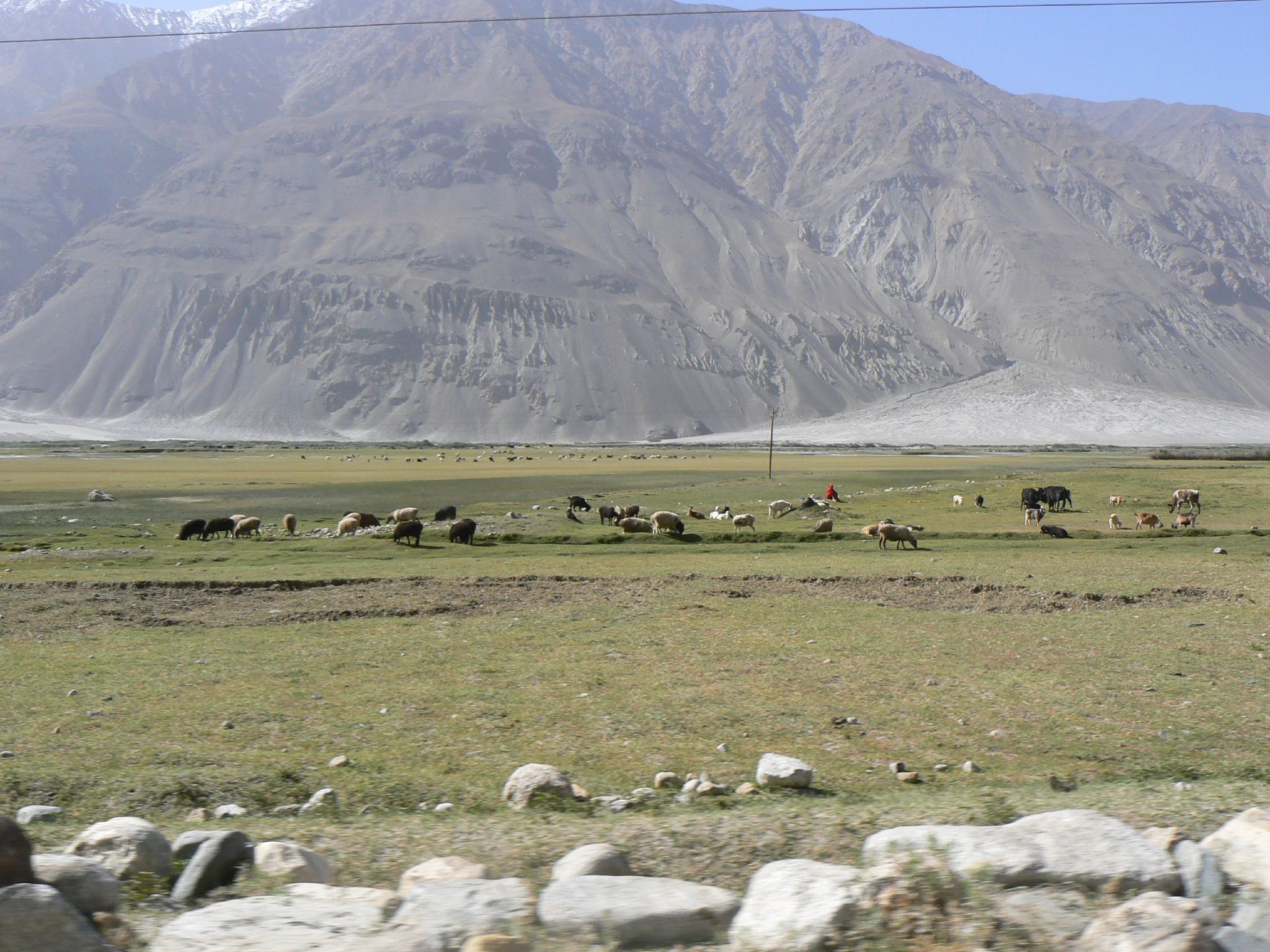
ワハーン回廊

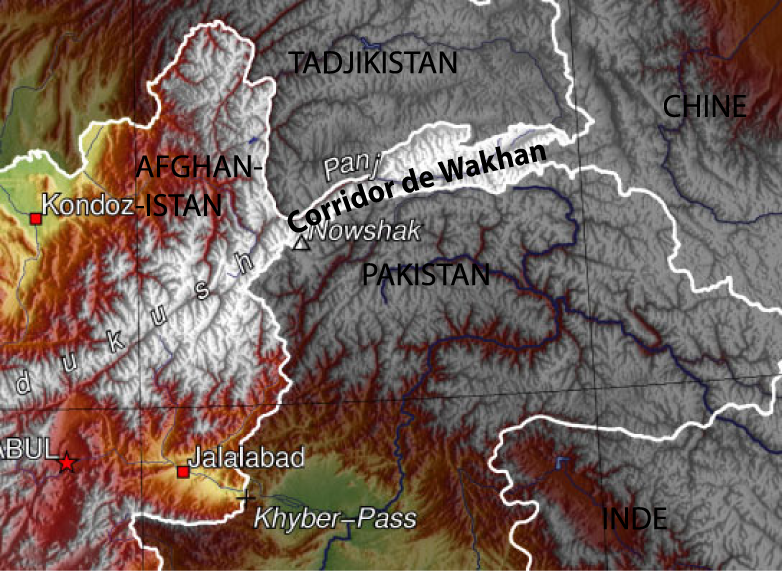
ワハーン回廊

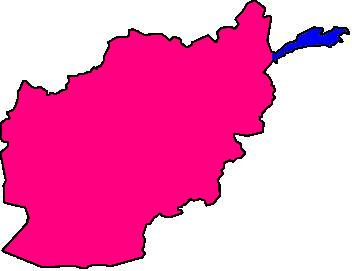
アフガニスタン北東部

ワハーン回廊（ワハーンかいろう、パシュトー語: واخان دهلېز ラテン文字転写: wāxān dahléz, ペルシア語: دالان واخان ラテン文字転写: dâlân vâxân, タジク語: Долони Вахон
, 中国語: 瓦罕走廊 拼音: 	Wǎhǎn Zǒuláng）とは、アフガニスタン北東のバダフシャーン州に位置する東西に細長く伸びた回廊地帯。ワハーン渓谷（ワハーンけいこく）、ワハン回廊（ワハンかいろう）とも。

## 歴史
かつてはタクラマカン砂漠を通って東西を結ぶシルクロード、いわゆる「オアシスの道」の一部をなす重要な経路であった。19世紀にはグレート・ゲームの主要な舞台となる。1890年に、フランシス・ヤングハズバンドが南下するロシア帝国のブロニスラフ・グロンブチェフスキー率いるロシア軍兵士にワハーン回廊のボザイ・グンバズで拘束されそうになる事件が発生し、1891年に英領インド帝国はフンザ藩王国とナガル藩王国を相手にフンザ・ナガル戦争を開始した。その結果、親英のアフガニスタンに組み込まれ、イギリス・ロシア両勢力間の緩衝地帯となった。
地政学的に極めて重要にもかかわらず、厳しい気象条件、険しい地形など外部から人を寄せ付けない要素が重なり、中央の支配や軍事的な関心が及ばない地域となっている。1970年代のソ連によるアフガニスタン侵攻、ソ連撤退後の内戦状態、2000年代のタリバンによる国土支配とその後の内戦などとも無縁のまま、ワハン人およそ1万2000人とキルギス人遊牧民1,100人ほどの住民は、回廊内でひっそりと暮らしている。
2018年8月、国境を接する中華人民共和国がバダフシャーン州に中国人民解放軍の軍事基地を建設しているとする報道が各国メディアでなされ、中国政府は否定した。翌2019年2月、ワシントン・ポストがワハーン回廊に繋がるタジキスタンとアフガニスタンの国境にある中国軍の駐留施設を衛星写真や現地取材を基に報じるも、タジキスタン政府は否定した。

## 地理
パミール高原を東西に貫くこの地域は、西を本土とわずかに連絡する他は北をタジキスタン、東を中華人民共和国（新疆ウイグル自治区カシュガル地区タシュクルガン・タジク自治県）、南をパキスタン（カシミールの一部を含む）に囲まれた東西200km、南北15kmの狭隘な高原である。
ヒンドゥークシュ山脈を越える南部のパキスタン国境（デュアランド・ライン）には、ブロゴル峠、カランダル峠、イルシャード峠、Dilisang Passがある。
ヒンドゥークシュ山脈を越える東部の中国国境には、世界でも最も標高の高い国境のひとつとされるワフジール峠（4923m）（北緯37度5分33秒 東経74度28分49秒 / 北緯37.09250度 東経74.48028度）があり、峠の東西で3時間30分もの時差がある。長らく峠は（少なくとも中国側は）閉鎖されている状態で、数十キロにわたり車両が往来する明瞭な道路は存在しない。2009年初頭、アフガニスタンに展開していたNATO軍は、安全な輸送路を確保するために中国に対して国境の開放を求めた。中国側の回答のないままタシュクルガン・タジク自治県側から道路工事の一部を開始したが、最終的に開放には至らなかった。

## 住民
人口は疎薄で、ワハン人を中心にキルギス人が少数居住している。

## 稀少動物
ユキヒョウの生息が確認されている。